# Верещагінський район
Верещагінський район (рос. Верещагинский район) — адміністративно-територіальна одиниця в складі Пермського краю Росії.
Адміністративний центр району — місто Верещагіно. 

## Географія
Розташований на західному кордоні Пермського краю з Удмуртією, чому отримав назву «західних воріт Уралу».
Територія району - 1618,93 км.

## Населення
Населення - 38 572 осіб (2020 рік). Національний склад (2010): росіяни - 93,9%, удмурти - 1,3%, комі-перм'яки - 0,9%.